# Династија (ТВ серија из 2017, 3. сезона)
Трећа сезона серије Династија, америчке телевизијске серије темељене на истоименој сапуници у ударном термину из 1980-их, првобитно је емитована од 11. октобра 2019. до 8. маја 2020. године на The CW-у у Сједињеним Државама. Сезону је продуцирао CBS Television Studios, са Џошом Рејмсом као шоуранером и извршним продуцентом, заједно са извршним продуцентима Џошом Шварцом и Стефани Севиџ. Династија је 21. јануара 2019. обновљена за трећу сезону. Династија је 10. јануара 2020. обновљена за четврту сезону. Продукција треће сезоне прекинута је у марту 2020. као директан резултат пандемије ковида 19, са завршених 20 од планиране 22. епизоде.
У трећој сезони играју Елизабет Гилис као Фалон Карингтон; Грант Шоу као њен отац, Блејк Карингтон; Данијела Алонсо као његова нова супруга, Кристал; и Сам Андервуд као Блејков најстарији син, Адам Карингтон; са Робертом Рајлијем Кристофером као бившим шофером, Мајклом Кулхејном; Самом Адегокеом као технолошким милијардером, Џефом Колбијем; Рафаелом де ла Фуентеом као Самом Џоунсом, Фалониним полубратом и Стивеновим бившим супругом; Адамом Хубером као Фалониним вереником, Лијамом Ридлијем; Аланом Дејлом као Џозефом Андерсом, мајордомом Карингтонових; Медисон Браун као Андерсовом ћерком, Кирби; и Мајкл ишел као Доминик Деверо, Блејковом полуесетром и Џефовом мајком. Редовна улога додата у трећој сезони је Елејн Хендрикс као Алексис Карингтон, Блејкова бивша супруга и Адамова, Стивенова и Фалонина мајка. Медисон Браун као Андерсова ћерка, Кирби; и Сам Андервус као Адам Карингтон, Блејков и Алексисин најстарији син. Значајни споредни ликови представљени у трећој сезони су Моника Колби (Вакима Холис), Џефова сестра и Доминикина ћерка; Лора ван Кирк (Шерон Лоренс), Лијамова мајка; Ванеса Деверо (Џејд Пејтон), Доминикина пасторка; и Флечер Мејерес (Данијел Дитомасо), Самов нови љубавни интерес.
Серија је издата 23. маја 2020. године на Netflix-у у Србији. Такође се емитује од 19. априла 2021. године на Fox Life-у.

## Улоге и ликови

### Главни
- Елизабет Гилис као Фалон Карингтон, директорка енергетике и наследница енергетског богатства у Атланти, ћерка милијардера, Блејка, и његове прве супруге, Алексис
- Данијела Алонсо као Кристал Џенингс Карингтон, блиска пријатељица Блејкове друге супруге која постаје његова трећа супруга
- Рафаел де ла Фуенте као Самјуел Џосаја „Сами Џо” Џоунс, нећак Блејкове друге супруге, Кристал, и Стивенов бивши супруг
- Сам Андервуд као Адам Карингтон, Блејков и Алексисин најстарији син, који је отет као новорођенче
- Мајкл Мишел као Доминик Деверо, Џефова и Моникина мајка и Блејкова полусестра
- Роберт Кристофер Рајли као Мајкл Кулхејн, Фалонин бивши вереник, бивши шофер Карингтонових
- Сам Адегоке као Џеф Колби, млади пословни ривал Блејка, за кога је на крају откривено да је његов нећак
- Медисон Браун као Кирби Андерс, Џозефова ћерка и Самова најбоља пријатељица
- Адам Хубер као Лијам Ридли, Фалонин бивши супруг и нови вереник
- Алан Дејл као Џозеф Андерс, мајордомо Карингтонових
- Грант Шоу као Блејк Карингтон, удовац милијардер и Адамов и Фалонин отац по својој првој супрузи, Алексис
- Елејн Хендрикс као Алексис Карингтон Колби, Блејкова бивша супруга, Џефова тренутна супруга и Адамова, Стивенова и Фалонина мајка

## Episodes
| Бр. еп. (укупно) | Бр. еп. (у сезони) | Наслов                                | Редитељ          | Сценариста         | Премијера          | Гледаност у С.А.Д. (милиони) |
| ---------------- | ------------------ | ------------------------------------- | ---------------- | ------------------ | ------------------ | ---------------------------- |
| 45               | 1                  | Путовање на Аљаску из кривице         | Мајкл А. Аловиц  | Џош Рејмс          | 11. октобар 2019.  | 0,45                         |
| 46               | 2                  | Опрезом се не добија рат              | Мелани Мејрон    | Дејвид М. Израел   | 18. октобар 2019.  | 0,41                         |
| 47               | 3                  | Узалудна потера                       | Џеф Берд         | Кристофер Фајф     | 25. октобар 2019.  | 0,42                         |
| 48               | 4                  | Нешто очајнички                       | Кени Леон        | Џена Ричман        | 1. новембар 2019.  | 0,35                         |
| 49               | 5                  | Мајко? Ја сам у Ла Миражу             | Бренди Бредберн  | Лиз Сзудло         | 8. новембар 2019.  | 0,35                         |
| 50               | 6                  | Искоришћено сећање                    | Мет Ерл Бизли    | Кевин А. Гарнет    | 15. новембар 2019. | 0,38                         |
| 51               | 7                  | Пуцањ с бока                          | Џеф Шоц          | Пола Сабага        | 22. новембар 2019. | 0,44                         |
| 52               | 8                  | Сензационална проба Блејка Карингтона | Мелани Мејрон    | Франсеска Ху       | 6. децембар 2019.  | 0,37                         |
| 53               | 9                  | Кавијар, верујем, није изгорео        | Џеф Берд         | Обри Вилалобос Кар | 17. јануар 2020.   | 0,34                         |
| 54               | 10                 | Какве те туге море?                   | Паскал Верскурис | Либи Велс          | 24. јануар 2020.   | 0,34                         |
| 55               | 11                 | Рана која можда никад зацелити неће   | Бренди Бредберн  | Брајс Шрам         | 31. јануар 2020.   | 0,34                         |
| 56               | 12                 | Линије фронта                         | Мет Ерл Бизли    | Кристофер Фајф     | 7. фебруар 2020.   | 0,31                         |
| 57               | 13                 | Већину ствари гледаш црно-бело        | Хедер Том        | Дејивд М. Израел   | 21. фебруар 2020.  | 0,32                         |
| 58               | 14                 | Та зла маћеха                         | Бренди Бредберн  | Гарет Окли         | 28. фебруар 2020.  | 0,34                         |
| 59               | 15                 | Без излаза                            | Енди Беринг      | Џена Ричман        | 27. март 2020.     | 0,32                         |
| 60               | 16                 | Да ли је следећа операција бесплатна? | Мајкл А. Аловиц  | Лиз Сзудло         | 3. април 2020.     | 0,32                         |
| 61               | 17                 | Отказала је...                        | Паскал Верскурис | Кевин А. Гарнет    | 10. април 2020.    | 0,38                         |
| 62               | 18                 | Као да је позив свештеника нешто лоше | Елоди Кинел      | Обри Билалобос Кар | 17. април 2020.    | 0,30                         |
| 63               | 19                 | Спасавање у стилу Робина Худа         | Џеф Берд         | Пола Сабага        | 1. мај 2020.       | 0,32                         |
| 64               | 20                 | Сустигли су ме мамурлуци              | Џина Ламар       | Франсиска Ху       | 8. мај 2020.       | 0,37                         |